# Halifax-Ouest
Pour les articles homonymes, voir Halifax.
Circonscription électorale fédérale du Canada
Halifax-Ouest ((en) Halifax West) est une circonscription électorale fédérale canadienne située dans la province de la Nouvelle-Écosse. Elle comprend la zone ouest de la ville d'Halifax et ses alentours jusqu'à la côte atlantique.
Sa population est de 79 933 dont 70 349 électeurs sur une superficie de 564 km2. Les circonscriptions limitrophes sont Halifax, Dartmouth—Cole Harbour, Sackville—Eastern Shore, Kings—Hants et South Shore—St. Margaret's.

## Historique
La circonscription a été créée en 1976 d'une partie d'Halifax—East Hants.

## Députés
| Législature                              | Années        | Député | Député               | Parti                     |
| ---------------------------------------- | ------------- | ------ | -------------------- | ------------------------- |
| Halifax-Ouest issue d'Halifax—East Hants |               |        |                      |                           |
| 31e                                      | 1979–1980     |        | Howard Edward Crosby | Progressiste-conservateur |
| 32e                                      | 1980–1984     |        | Howard Edward Crosby | Progressiste-conservateur |
| 33e                                      | 1984–1988     |        | Howard Edward Crosby | Progressiste-conservateur |
| 34e                                      | 1988–1993     |        | Howard Edward Crosby | Progressiste-conservateur |
| 35e                                      | 1993–1997     |        | Geoff Regan          | Libéral                   |
| 36e                                      | 1997–2000     |        | Gordon Earle         | Néo-démocrate             |
| 37e                                      | 2000–2004     |        | Geoff Regan (2)      | Libéral                   |
| 38e                                      | 2004–2006     |        | Geoff Regan (2)      | Libéral                   |
| 39e                                      | 2006–2008     |        | Geoff Regan (2)      | Libéral                   |
| 40e                                      | 2008–2011     |        | Geoff Regan (2)      | Libéral                   |
| 41e                                      | 2011–2015     |        | Geoff Regan (2)      | Libéral                   |
| 42e                                      | 2015–2019     |        | Geoff Regan (2)      | Libéral                   |
| 43e                                      | 2019–2021     |        | Geoff Regan (2)      | Libéral                   |
| 44e                                      | 2021–2025     |        | Lena Metlege Diab    | Libérale                  |
| 45e                                      | 2025–en cours |        | Lena Metlege Diab    | Libérale                  |

## Résultats électoraux
Modèle:Élection générale canadienne de 2025 — Halifax-Ouest
|       | Candidat                | Parti        | # de voix | % des voix |
|       | Michael McGinnis        | Conservateur | +07 823,  | 15,67 %    |
|       | (x) Geoff Regan         | Libéral      | +34 263,  | 68,65 %    |
|       | Joanne Hussey           | NPD          | +05 857,  | 11,74 %    |
|       | Richard Henryk Zurawski | Vert         | +01 967,  | 3,94 %     |
| Total | Total                   | Total        | 49 910    | 100 %      |

|       | Candidat            | Parti        | # de voix | % des voix |
|       | Bruce Robert Pretty | Conservateur | +13 782,  | 30,5 %     |
|       | (x) Geoff Regan     | Libéral      | +16 230,  | 35,92 %    |
|       | Gregor Ash          | NPD          | +13 239,  | 29,3 %     |
|       | Thomas Trappenberg  | Vert         | +01 931,  | 4,27 %     |
| Total | Total               | Total        | 45 182    | 100 %      |

|       | Candidat        | Parti        | # de voix | % des voix |
|       | Rakesh Khosla   | Conservateur | +08 708,  | 21,13 %    |
|       | (x) Geoff Regan | Libéral      | +17 129,  | 41,56 %    |
|       | Tamara Lorincz  | NPD          | +12 201,  | 29,6 %     |
|       | Michael Munday  | Vert         | +02 920,  | 7,08 %     |
|       | Trevor Ennis    | Héritage     | +00257,   | 0,62 %     |
| Total | Total           | Total        | 41 215    | 100 %      |